# Warche

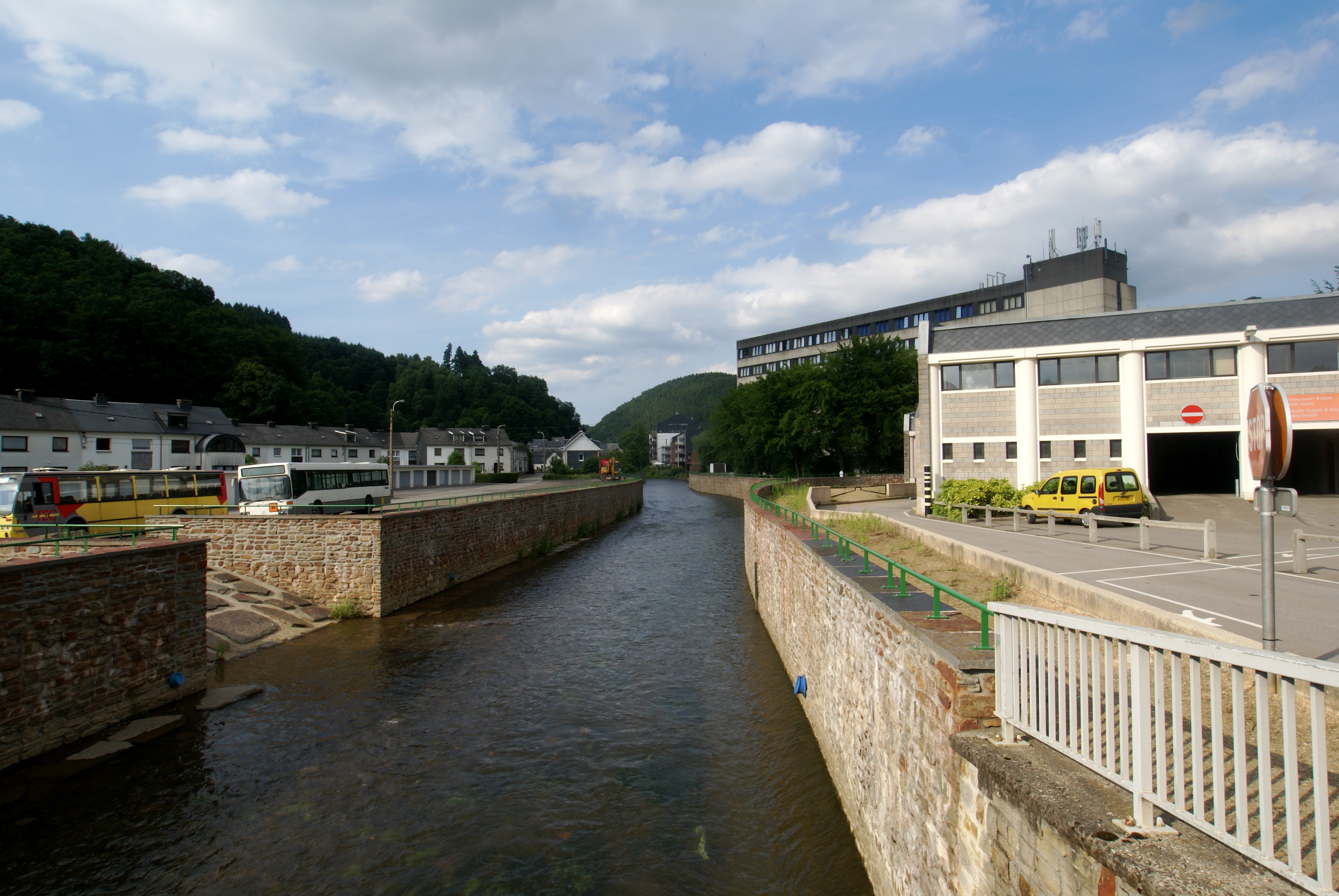
El Warche a Malmedy

El Warche és un riu de Bèlgica que neix a Büllingen i que desemboca a l'Amel al llogaret Warche al municipi de Malmedy.
Rega els municipis de Büllingen, Bütgenbach, Waimes i Malmedy. Al lloc anomenat Thioux, el cabal mitjà és de 4,5 m³ amb un màxim de 7,3 m³ el 1982 i un mínim de 2,3 m³ el 1976.
Al peu del pujol Mühlenberg a Witzfeld, el Warche i l'Holzwarche conflueixen al pantà de Robertville. Després de la presa, el riu continua en una vall estreta al qual rega el castell Reinhardstein. Al mateix lloc un sallent d'uns 60 metres aboca al Warche. Més avall, a Tchession, es troben les restes d'una fortificació cèltica.
A Bévercé s'ha construït una central hidroelèctrica alimentada per l'aigua del pantà de Robertville.

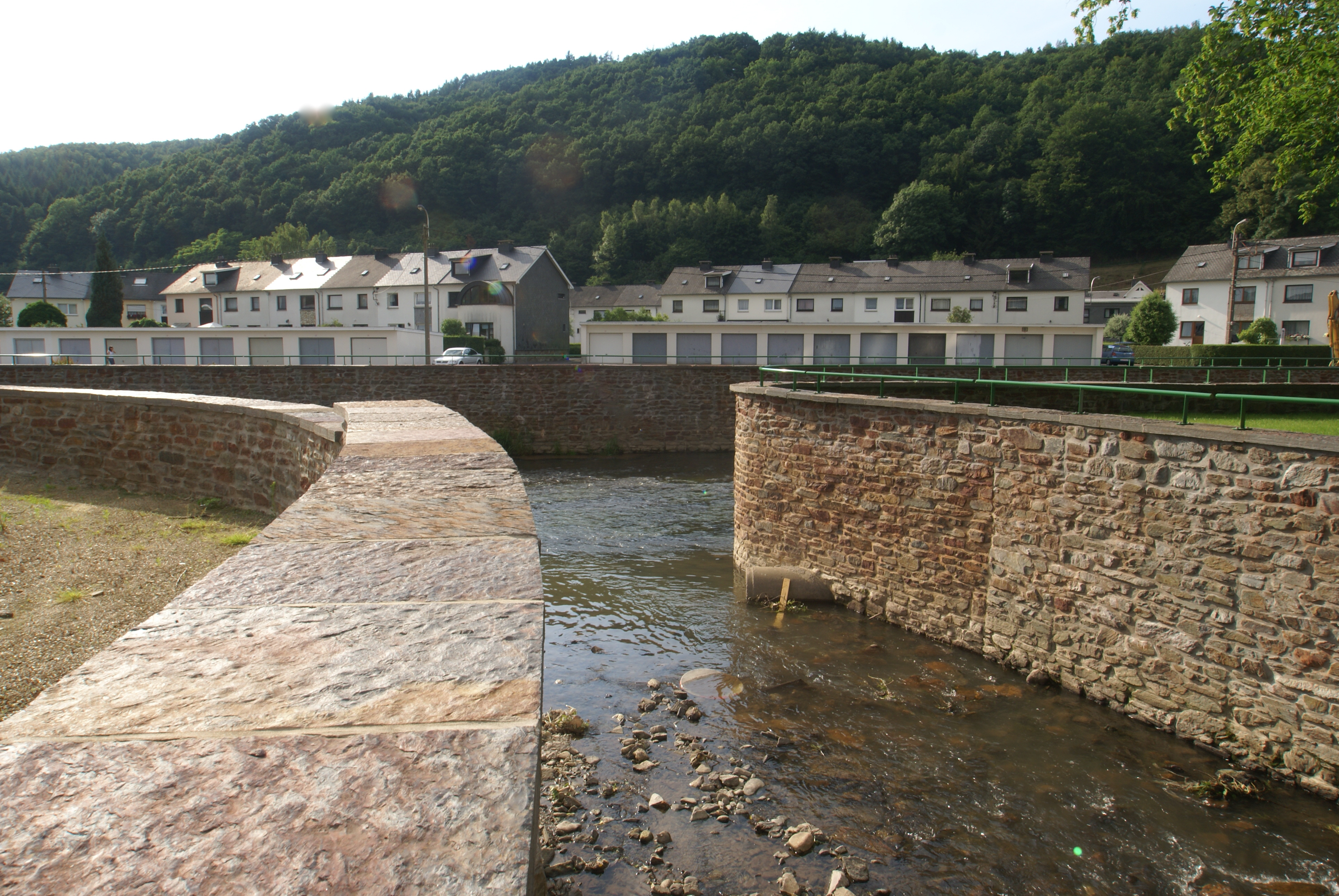
L'aiguabarreig del Warchenne
i del Warche a Malmedy

L'aigua del Warche va servir per a les indústries a Malmedy: d'ençà el segle xv per als drapers i d'ençà el segle xvi per a les blanqueries. El 1713 els monjos de l'abadia de Malmedy van construir una papereria. Aquesta darrera indústria ha sobreviscut fins avui.

## Afluents
- El Warchenne
- L'Holzwarche
- El Bayehon
- El Trôs Maret

| \| \| Afluents del Mosa en orde davall->damunt \| |                                          |
| Dieze - Niers - Swalm - Roer - Geleenbeek- Geul - Jeker - Voer - Berwijn - Julienne - Llègia - Ourthe - Hoyoux - Mehaigne - Samson -Sambre - Bocq - Burnot - Molignée - Lesse - Viroin - Semois - Bar - Kuer (Chiers) |                                          |
| Vegeu també : • Mosa • França • Bèlgica • Països Baixos |                                          |
| | Afluents del Mosa en orde davall->damunt |